# Vodárenská věž (Komárno)
Vodárenská věž v Komárně (maďarsky Víztorony) byla postavena v roce 1902 v duchu dobového romantismu. Považuje se za charakteristickou budovu města Komárna. Dvacetiosmimetrová stavba ze začátku 20. století je stále v provozuschopném stavu, ale z důvodu zvýšených tlakových poměrů se již v současnosti nepoužívá.